# Zárubice
Zárubice település Csehországban, a Třebíči járásban. Zárubice Dolní Vilémovice, Myslibořice, Odunec, Lipník és Račice településekkel határos. Lakosainak száma 120 fő (2024. január 1.).

## Népesség
A település lakosságának változását az alábbi diagram mutatja:
| Lakosok száma | 242  | 295  | 272  | 210  | 154  | 119  | 119  | 115  | 118  | 120  |
|               | 1869 | 1900 | 1921 | 1961 | 1980 | 2011 | 2016 | 2019 | 2021 | 2024 |